# Naoko Satō
Naoko Satō (jap. 佐藤 直子, Satō Naoko; * 2. Januar 1955) ist eine ehemalige japanische Tennisspielerin.

## Karriere
Während Satō im Einzel maximal Weltranglistenposition 214 erreichte, erzielte sie im Doppel mit einem Turniersieg und dem Erreichen des Endspiels der Australian Open 1978 an der Seite von Pam Whytcross ihre größten Erfolge.
Darüber hinaus kam sie für die japanische Fed-Cup-Mannschaft zu 22 Einsätzen, in denen sie zehn Siege für ihr Land erzielte.

## Turniersieg

### Doppel
| Nr. | Datum            | Turnier | Kategorie      | Belag     | Partnerin       | Finalgegnerinnen            | Ergebnis      |
| --- | ---------------- | ------- | -------------- | --------- | --------------- | --------------------------- | ------------- |
| 1.  | 18. Oktober 1982 | Tokio   | WTA World Tour | Hartplatz | Brenda Remilton | Laura duPont Barbara Jordan | 2:6, 6:3, 6:3 |